# FN Ungdomsdelegat
FN Ungdomsdelegater har sit udspring i unge-resolutionen fra FN som vedtages hvert andet år, og som Portugal er initiativtager til. Siden 1981 har FN anbefalet, at medlemsstaterne inddrager ungdomsdelegater i deres diplomatiske delegationer til FN's Generalforsamling. De Forenede Nationer har til formål at styrke ungdomsdeltagelse, repræsentation af unge og give ungdommen en stemme i den globale beslutningsproces. Ungdomsdelegationsprogrammet koordineres af Fokuspunktet for Ungdom på globalt plan. På nationalt plan udgør regeringerne rundt om i verden deres eget program, som er lidt forskelligt i alle lande. Af denne grund er indflydelsen og mulighederne for de unge delegerede mange facetter.
Sammen med Norge har Danmark et af de ældste ungdomsdelegat programmer i verden, som kan dateres tilbage til 1972. Siden etableringen, undtagelse af en pause fra 2008-2014, har en ung repræsentant indgået i den officielle danske delegation under FN’s generalforsamling.
FN ungdomsdelegatprogrammet indgår i DUFs samlede Globale Ungeprogram. I 2018 blev programmet udvidet til at have seks ungdomsdelegater, der deltager i FN og andre fora under tre tematikker og fra 2021 blev en fjerde tematik tilføjet, så der nu er otte ungdomsdelegater:
1. Ligestilling og SRSR
2. Klima og miljø
3. Demokrati og partnerskaber
4. Faglærte og jobskabelse

Programmet finansieres og ejes af Udenrigsministeriet, der ud fra et armslængdeprincip har overdraget administrationen til DUF, der også giver ungdomsdelegaterne mandat til at repræsentere danske unge. 

## Ekstern henvisning
1. ↑  "United Nations Youth Delegate Programme | United Nations For Youth". United Nations Youth (amerikansk engelsk). Arkiveret fra originalen 22. september 2019. Hentet 2017-02-09.
2. 1 2  "DUF ungdomsdelegatprogram | Dansk Ungdomsfællesråd". DUF. Arkiveret fra originalen 1. juli 2019. Hentet 2019-07-16.

- UNDP's danske hjemmeside Arkiveret 10. juni 2005 hos  Wayback Machine

| Forening eller organisation | Spire Denne artikel om en forening eller organisation er en spire som bør udbygges. Du er velkommen til at hjælpe Wikipedia ved at udvide den. |